# Filippa Curmark
Filippa Curmark (Jönköping, 2 agosto 1995) è una calciatrice svedese, centrocampista della Fiorentina e della nazionale svedese.

## Carriera

### Club
Dopo aver giocato per IFK Kalmar, Jitex BK e Häcken, il 3 gennaio 2025 Curmark passa a titolo definitivo alla Fiorentina, in Serie A, con cui firma un contratto fino al 30 giugno 2027.

### Nazionale
Curmark viene convocata per la prima volta dalla Federcalcio svedese nel 2010, vestendo inizialmente la maglia della formazione under 15, disputando due incontri amichevoli contro le pari età della Norvegia prima di passare, nell'agosto dell'anno successivo, all'under 16, marcando due presenze sempre in amichevole e sempre contro le norvegesi.
Quello stesso anno viene inserita in rosa con la selezione under 17 che affronta le qualificazioni all'Europeo 2012 di categoria, debuttando nel suo primo torneo ufficiale UEFA il 17 ottobre 2011, nell'incontro vinto per 6-0 con la Croazia, condividendo con le compagne il percorso che vede la sua nazionale passare il turno nella prima fase ma fallendo la qualificazione in quello successivo.
Nel 2013 arriva la convocazione anche nella under 19, chiamata in occasione delle qualificazioni all'Europeo di Norvegia 2014. Scesa in campo fin dal primo incontro della prima fase eliminatoria, il 21 settembre, contribuisce con il suo primo gol con la maglia della nazionale nella vittoria per 8-1 con l'Estonia, giocando tutte le restanti partite delle qualificazioni, segnando una seconda rete alla Polonia nella fase elite, quella che apre le marcature nella vittoria per 2-1, festeggiando infine con le compagne l'accesso alla fase finale. Rmasta in rosa anche con la squadra in partenza per la Norvegia, Curmark viene impiegata in tutti i tre incontri del gruppo B prima che la Svezia, vincitrice con la sola Inghilterra, perdendo gli altri si classifica al terzo posto venendo di conseguenza eliminata già alla fase a gironi. Con la partita persa in quella fase con l'Irlanda per 2-0, il 21 luglio 2014 indossa l'ultima volta la maglia dell'U-19, totalizzando in tutto tra amichevoli e incontri ufficiali 13 presenze e 2 reti.
Dopo una parentesi con la under 23 convocata tra l'aprile e il giugno 2018 disputando due incontri amichevoli, nel 2020 viene chiamata dal commissario tecnico Peter Gerhardsson nella nazionale maggiore, debuttandovi il 22 ottobre, durante le qualificazioni nel gruppo F all'Europeo di Inghilterra 2022, siglando anche la sua prima rete "senior" nella vittoria per 7-0 sulla Lettonia. Gerhardsson in seguito la convoca più volte ma marcando presenze solo in tornei amichevoli.

## Palmarès

### Club
- Campionato svedese: 1

Kopparbergs/Göteborg: 2020
- Coppa di Svezia: 2

Kopparbergs/Göteborg: 2018-2019
Häcken: 2020-2021